# Saint-Hilaire-les-Places
Saint-Hilaire-les-Places é uma comuna francesa na região administrativa da Nova Aquitânia, no departamento de Alto Vienne. Estende-se por uma área de 23,06 km². Em 2010 a comuna tinha 872 habitantes (densidade: 37,8 hab./km²).